# Lijst van schutterijen in Limburg (Nederland)
In de provincie Limburg in Nederland zijn er ruim 140 schutterijen actief in 2013. Een aantal van de schutterijen is verenigd in bonden:
- 22 bij de Midden Limburgse Schuttersbond Roermond e.o. (waarvan drie rustend)[2]
- 17 bij de Schuttersbond Eendracht Born-Echt e.o. (waarvan een rustend)
- 25 bij de Schuttersbond Eendracht Maakt Macht
- 20 bij de Schuttersbond Juliana
- 10 bij de Schuttersbond Berg en Dal (waaronder een Belgische: Schutterij Sint Martinus Sint-Martens-Voeren en een rustend)
- 16 bij de Rooms Katholieke Zuid-Limburgse Schuttersbond (waarvan een rustend)
- 21 bij de Schuttersbond St. Gerardus (waarvan een rustend)

| Naam schutterij                                    | Patroonheilige                    | Plaats               | Gemeente               | Bond                                                               |
| -------------------------------------------------- | --------------------------------- | -------------------- | ---------------------- | ------------------------------------------------------------------ |
| Schutterij St. Urbanus Maasniel                    | Sint-Urbanus                      | Maasniel             | Roermond               | Midden Limburgse Schuttersbond Roermond e.o.                       |
| Koninklijke Schutterij St. Lambertus Oirsbeek      | Sint-Lambertus                    | Oirsbeek             | Beekdaelen             | Schuttersbond St. Gerardus                                         |
| Schutterij St. Jan Nieuwstadt                      | Sint-Jan                          | Nieuwstadt           | Echt-Susteren          | Schuttersbond Eendracht Born-Echt e.o.                             |
| Schutterij St. Lucie Nederweert-Eind               | Sint-Lucie                        | Nederweert-Eind      | Nederweert             | Schuttersbond Eendracht Maakt Macht                                |
| Schutterij St. Hubertus Kessel                     | Sint-Hubertus                     | Kessel               | Peel en Maas           | Schuttersbond Juliana                                              |
| Schutterij St. Michaël Doenrade                    | Sint-Michaël                      | Doenrade             | Beekdaelen             | Schuttersbond St. Gerardus                                         |
| Schutterij St. Sebastianus Voerendaal              | Sint-Sebastianus                  | Voerendaal           | Voerendaal             | Rooms Katholieke Zuid-Limburgse Schuttersbond                      |
| Schutterij St. Georgius & St. Sebastianus Beesel   | Sint-Georgius en Sint-Sebastianus | Beesel               | Beesel                 | Midden Limburgse Schuttersbond Roermond e.o.                       |
| Schutterij St. Joseph Vijlen                       | Sint-Joseph                       | Vijlen               | Vaals                  | Rooms Katholieke Zuid-Limburgse Schuttersbond                      |
| Schutterij St. Joris Wessem                        | Sint-Joris                        | Wessem               | Maasgouw               | Midden Limburgse Schuttersbond Roermond e.o.                       |
| Schutterij St. Matthias & St. Cornelius Posterholt | Sint-Matthias en Sint-Cornelius   | Posterholt           | Roerdalen              | Midden Limburgse Schuttersbond Roermond e.o.                       |
| Schutterij St. Stephanus Dieteren                  | Sint-Stephanus                    | Dieteren             | Echt-Susteren          | Schuttersbond Eendracht Born-Echt e.o.                             |
| Schutterij St. Paulus Epen                         | Sint-Paulus                       | Epen                 | Gulpen-Wittem          | Rooms Katholieke Zuid-Limburgse Schuttersbond                      |
| Schutterij St. Sebastianus Ell                     | Sint-Sebastianus                  | Ell                  | Leudal                 | Schuttersbond Eendracht Maakt Macht                                |
| Schutterij St. Michaël & St. Ansfried Thorn        | Sint-Ansfried                     | Thorn                | Maasgouw               | Midden Limburgse Schuttersbond Roermond e.o.                       |
| Akkermansgilde Venlo                               |                                   | Venlo                | Venlo                  | Schuttersbond Juliana                                              |
| Schutterij St. Antonius & St. Petrus Baarlo        | Sint-Antonius en Sint-Petrus      | Baarlo               | Peel en Maas           | Schuttersbond Juliana                                              |
| Schutterij St. Lambertus Neeritter                 | Sint-Lambertus                    | Neeritter            | Leudal                 | Schuttersbond Eendracht Maakt Macht                                |
| Schutterij St. Urbanus Montfort                    | Sint-Urbanus                      | Montfort             | Roerdalen              | Schuttersbond Eendracht Born-Echt e.o.                             |
| Schutterij St. Sebastiaan Heerlerheide             | Sint-Sebastiaan                   | Heerlerheide         | Heerlen                | Schuttersbond St. Gerardus                                         |
| Schutterij Het Nachtwachtgilde Berg & Terblijt     | Sint-Monulfus en Sint-Gondulfus   | Berg en Terblijt     | Valkenburg aan de Geul | Schuttersbond Berg en Dal                                          |
| Schutterij St. Martinus Houthem-St. Gerlach        | Sint-Martinus                     | Houthem-Sint Gerlach | Valkenburg aan de Geul | Rooms Katholieke Zuid-Limburgse Schuttersbond                      |
| Schutterij St. Jan Baexem                          | Sint-Jan                          | Baexem               | Leudal                 | Schuttersbond Eendracht Maakt Macht                                |
| Schutterij St. Jan Grubbenvorst                    | Sint-Jan                          | Grubbenvorst         | Horst aan de Maas      | Schuttersbond Juliana                                              |
| Schutterij St. Joseph Waubach                      | Sint-Joseph                       | Waubach              | Landgraaf              | Schuttersbond Berg en Dal                                          |
| Schutterij St. Hubertus Schaesberg                 | Sint-Hubertus                     | Schaesberg           | Landgraaf              | Schuttersbond St. Gerardus                                         |
| Schutterij St. Leendert Urmond                     | Sint-Leendert                     | Urmond               | Stein                  | Schuttersbond Berg en Dal                                          |
| Schutterij St. Sebastianus Eys                     | Sint-Sebastianus                  | Eys                  | Gulpen-Wittem          | Rooms Katholieke Zuid-Limburgse Schuttersbond                      |
| Schutterij St. Sebastianus Margraten               | Sint-Sebastianus                  | Margraten            | Eijsden-Margraten      | Rooms Katholieke Zuid-Limburgse Schuttersbond                      |
| Schutterij St. Sebastianus Herkenbosch             | Sint-Sebastianus                  | Herkenbosch          | Roerdalen              | Midden Limburgse Schuttersbond Roermond e.o.                       |
| Schutterij St. Catharina Stramproy                 | Sint-Catharina                    | Stramproy            | Weert                  | Schuttersbond Eendracht Maakt Macht                                |
| Schutterij St. Anthonius Tegelen                   | Sint-Anthonius                    | Tegelen              | Venlo                  | Schuttersbond Juliana                                              |
| Stadsschutterij St. Sebastianus Heerlen            | Sint-Sebastianus                  | Heerlen              | Heerlen                | Schuttersbond St. Gerardus                                         |
| Schutterij St. Petrus & St. Paulus Susteren        | Sint-Petrus en Sint-Paulus        | Susteren             | Echt-Susteren          | Schuttersbond Eendracht Born-Echt e.o.                             |
| Schutterij St. Laurentius Spaubeek                 | Sint-Laurentius                   | Spaubeek             | Beek                   | Schuttersbond St. Gerardus                                         |
| Schutterij Prins Hendrik St. Odiliënberg           | Prins Hendrik                     | Sint Odiliënberg     | Roerdalen              | Midden Limburgse Schuttersbond Roermond e.o.                       |
| Schutterij St. Odilia Ospeldijk                    | Sint-Odilia                       | Ospeldijk            | Nederweert             | Schuttersbond Eendracht Maakt Macht                                |
| Schutterij St. Lambertus Broeksittard              | Sint-Lambertus                    | Broeksittard         | Sittard-Geleen         | Schuttersbond Eendracht Born-Echt e.o.                             |
| Schutterij St. Willibrordus Obbicht                | Sint-Willibrordus                 | Obbicht              | Sittard-Geleen         | Schuttersbond Eendracht Born-Echt e.o.                             |
| Schutterij St. Joris St. Joost                     | Sint-Joris                        | Sint Joost           | Echt-Susteren          | Schuttersbond Eendracht Born-Echt e.o.                             |
| Schutterij St. Agatha Haelen                       | Sint-Agatha                       | Haelen               | Leudal                 | Midden Limburgse Schuttersbond Roermond e.o.                       |
| Schutterij St. Martinus Tegelen                    | Sint-Martinus                     | Tegelen              | Venlo                  | Schuttersbond Juliana                                              |
| Schutterij St. Lambertus Helden                    | Sint-Lambertus                    | Helden               | Peel en Maas           | Schuttersbond Juliana                                              |
| Schutterij St. Sebastianus Heel                    | Sint-Sebastianus                  | Heel                 | Maasgouw               | Midden Limburgse Schuttersbond Roermond e.o.                       |
| Schutterij St. Michaël Ool                         | Sint-Michaël                      | Ool                  | Roermond               | Midden Limburgse Schuttersbond Roermond e.o.                       |
| Schutterij St. Jacobus Hunsel                      | Sint-Jacobus                      | Hunsel               | Leudal                 | Schuttersbond Eendracht Maakt Macht                                |
| Schutterij St. Brigida Noorbeek                    | Sint-Brigida                      | Noorbeek             | Eijsden-Margraten      | Schuttersbond Berg en Dal                                          |
| Schutterij St. Martinus Vlodrop                    | Sint-Martinus                     | Vlodrop              | Roerdalen              | Midden Limburgse Schuttersbond Roermond e.o. (rustend sinds 2016)  |
| Schutterij St. Sebastianus Spekholzerheide         | Sint-Sebastianus                  | Spekholzerheide      | Kerkrade               | Schuttersbond Berg en Dal                                          |
| Schutterij St. Hubertus Beringe                    | Sint-Hubertus                     | Beringe              | Peel en Maas           | Schuttersbond Juliana                                              |
| Schutterij St. Joseph St. Geertruid                | Sint-Joseph                       | Sint Geertruid       | Eijsden-Margraten      | Rooms Katholieke Zuid-Limburgse Schuttersbond                      |
| Schutterij St. Sebastiaan Schimmert                | Sint-Sebastiaan                   | Schimmert            | Beekdaelen             | Schuttersbond St. Gerardus                                         |
| Schutterij HH. Marcellinus & Petrus Geleen         | HH. Marcellinus en Petrus         | Geleen               | Sittard-Geleen         | Schuttersbond St. Gerardus                                         |
| Schutterij St. Aldegundis Buggenum                 | Sint-Aldegundis                   | Buggenum             | Leudal                 | Midden Limburgse Schuttersbond Roermond e.o.                       |
| Schutterij St. Martinus Vaesrade                   | Sint-Martinus                     | Vaesrade             | Beekdaelen             | Schuttersbond St. Gerardus                                         |
| Schutterij St. Urbanus Belfeld                     | Sint-Urbanus                      | Belfeld              | Venlo                  | Schuttersbond Juliana                                              |
| Schutterij St. Nicolaas Heythuysen                 | Sint-Nicolaas                     | Heythuysen           | Leudal                 | Schuttersbond Eendracht Maakt Macht                                |
| Schutterij St. Mauritius Strucht                   | Sint-Mauritius                    | Strucht              | Valkenburg aan de Geul | Rooms Katholieke Zuid-Limburgse Schuttersbond                      |
| Schutterij St. Gregorius Illikhoven                | Sint-Gregorius                    | Illikhoven           | Echt-Susteren          | Schuttersbond Eendracht Born-Echt e.o. (rustend sinds 2021)        |
| Schutterij St. Antonius Altweerterheide            | Sint-Antonius                     | Altweerterheide      | Weert                  | Schuttersbond Eendracht Maakt Macht                                |
| Schutterij St. Sebastianus Mechelen                | Sint-Sebastianus                  | Mechelen             | Gulpen-Wittem          | Rooms Katholieke Zuid-Limburgse Schuttersbond                      |
| Schutterij St. Rochus Stevensweert                 | Sint-Rochus                       | Stevensweert         | Maasgouw               | Schuttersbond Eendracht Born-Echt e.o.                             |
| Schutterij St. Antonius Stramproy                  | Sint-Antonius                     | Stramproy            | Weert                  | Schuttersbond Eendracht Maakt Macht                                |
| Schutterij St. Lucia Horst                         | Sint-Lucia                        | Horst                | Horst aan de Maas      | Schuttersbond Juliana                                              |
| Schutterij St. Michaël Chevrémont                  | Sint-Michaël                      | Chevremont           | Kerkrade               | Schuttersbond Berg en Dal                                          |
| Schutterij St. George Simpelveld                   | Sint-George                       | Simpelveld           | Simpelveld             | Rooms Katholieke Zuid-Limburgse Schuttersbond                      |
| Schutterij St. Barbara Reuver                      | Sint-Barbara                      | Reuver               | Beesel                 | Schuttersbond Juliana                                              |
| Schutterij St. Martinus Asenray - Maalbroek        | Sint-Martinus                     | Asenray              | Roermond               | Midden Limburgse Schuttersbond Roermond e.o. (rustend sinds 2018)  |
| Schutterij St. Martinus Maasbree                   | Sint-Martinus                     | Maasbree             | Peel en Maas           | Schuttersbond Juliana                                              |
| Schutterij St. Hubertus Ubachsberg                 | Sint-Hubertus                     | Ubachsberg           | Voerendaal             | Rooms Katholieke Zuid-Limburgse Schuttersbond                      |
| Schutterij St. Maternus Wijlre                     | Sint-Maternus                     | Wijlre               | Gulpen-Wittem          | Rooms Katholieke Zuid-Limburgse Schuttersbond                      |
| Schutterij St. Margaretha Ittervoort               | Sint-Margaretha                   | Ittervoort           | Leudal                 | Schuttersbond Eendracht Maakt Macht                                |
| Schutterij St. Martinus Holtum                     | Sint-Martinus                     | Holtum               | Sittard-Geleen         | Schuttersbond Eendracht Born-Echt e.o.                             |
| Schutterij St. Barbara Tungelroy                   | Sint-Barbara                      | Tungelroy            | Weert                  | Schuttersbond Eendracht Maakt Macht                                |
| Schutterij St. Johannes & St. Clemens Merkelbeek   | Sint-Johannes en Sint-Clemens     | Merkelbeek           | Beekdaelen             | Schuttersbond St. Gerardus                                         |
| Schutterij St. Nicolaas Meijel                     | Sint-Nicolaas                     | Meijel               | Peel en Maas           | Schuttersbond Eendracht Maakt Macht                                |
| Schutterij St. Sebastianus Klimmen                 | Sint-Sebastianus                  | Klimmen              | Voerendaal             | Schuttersbond St. Gerardus                                         |
| Schutterij St. Thomas van Aquino Blerick-Venlo     | Sint-Thomas van Aquino            | Blerick              | Venlo                  | Schuttersbond Juliana                                              |
| Schutterij Eendracht Grevenbicht                   |                                   | Grevenbicht          | Sittard-Geleen         | Schuttersbond Eendracht Born-Echt e.o.                             |
| Schutterij St. Michaël Brachterbeek                | Sint-Michaël                      | Brachterbeek         | Maasgouw               | Midden Limburgse Schuttersbond Roermond e.o. (rustend sinds 2020)  |
| Schutterij St. Sebastianus Sevenum                 | Sint-Sebastianus                  | Sevenum              | Horst aan de Maas      | Schuttersbond Juliana                                              |
| Schutterij St. Sebastianus Puth                    | Sint-Sebastianus                  | Puth                 | Beekdaelen             | Schuttersbond St. Gerardus                                         |
| Schutterij St. Gertrudis Amstenrade                | Sint-Gertrudis                    | Amstenrade           | Beekdaelen             | Schuttersbond St. Gerardus                                         |
| Schutterij St. Urbanus Grashoek                    | Sint-Urbanus                      | Grashoek             | Peel en Maas           | Schuttersbond Juliana                                              |
| Schutterij St. Oda Boshoven                        | Sint-Oda                          | Boshoven             | Weert                  | Schuttersbond Eendracht Maakt Macht                                |
| Schutterij St. Remigius Meerssen                   | Sint-Remigius                     | Meerssen             | Meerssen               | Schuttersbond St. Gerardus                                         |
| Schutterij St. Martinus Born                       | Sint-Martinus                     | Born                 | Sittard-Geleen         | Schuttersbond Eendracht Born-Echt e.o.                             |
| Schutterij St. Petrus Kelpen-Oler                  | Sint-Petrus                       | Kelpen-Oler          | Leudal                 | Schuttersbond Eendracht Maakt Macht                                |
| Schutterij Broederschap St. Andreas Melick         | Sint-Andreas                      | Melick               | Roerdalen              | Midden Limburgse Schuttersbond Roermond e.o.                       |
| Sint andreas Velden                                | sint-andreas                      | Velden               | Venlo                  | Schuttersbond Juliana                                              |
| Schutterij St. Willibrordus Meijel                 | Sint-Willibrordus                 | Meijel               | Peel en Maas           | Schuttersbond Eendracht Maakt Macht                                |
| Schutterij St. Cornelius Swartbroek                | Sint-Cornelius                    | Swartbroek           | Weert                  | Schuttersbond Eendracht Maakt Macht                                |
| Schutterij St. Martinus Linne                      | Sint-Martinus                     | Linne                | Maasgouw               | Schuttersbond Eendracht Born-Echt e.o.                             |
| Schutterij St. Salvius Limbricht                   | Sint-Salvius                      | Limbricht            | Sittard-Geleen         | Schuttersbond St. Gerardus                                         |
| Schutterij St. Sebastianus Mheer                   | Sint-Sebastianus                  | Mheer                | Eijsden-Margraten      | Rooms Katholieke Zuid-Limburgse Schuttersbond                      |
| Schutterij St. Anna Merum                          | Sint-Anna                         | Merum                | Roermond               | Midden Limburgse Schuttersbond Roermond e.o.                       |
| Schutterij St. Barbara Leveroy                     | Sint-Barbara                      | Leveroy              | Nederweert             | Schuttersbond Eendracht Maakt Macht                                |
| Schutterij St. Martinus Horn                       | Sint-Martinus                     | Horn                 | Leudal                 | Midden Limburgse Schuttersbond Roermond e.o.                       |
| Schutterij St. Job Leuken-Weert                    | Sint-Job                          | Weert: Leuken        | Weert                  | Schuttersbond Eendracht Maakt Macht                                |
| Schutterij St. Sebastianus Neer                    | Sint-Sebastianus                  | Neer                 | Leudal                 | Midden Limburgse Schuttersbond Roermond e.o.                       |
| Schutterij St. Leonardus Panningen-Egchel          | Sint-Leonardus                    | Panningen-Egchel     | Peel en Maas           | Schuttersbond Juliana                                              |
| Schutterij Wilhelmina Hingen                       |                                   | Hingen               | Echt-Susteren          | Schuttersbond Eendracht Born-Echt e.o.                             |
| Schutterij St. Antonius Nederweert                 | Sint-Antonius                     | Nederweert           | Nederweert             | Schuttersbond Eendracht Maakt Macht                                |
| Schutterij Ons Genoegen Siebengewald               |                                   | Siebengewald         | Bergen                 | Schuttersbond Juliana                                              |
| Schutterij St. Nicolaas & St. Antonius Budel       | Sint-Nicolaas en Sint-Antonius    | Budel                | Cranendonck            | Schuttersbond Eendracht Maakt Macht                                |
| Schutterij St. Joseph Buchten                      | Sint-Joseph                       | Buchten              | Sittard-Geleen         | Schuttersbond Eendracht Born-Echt e.o.                             |
| Schutterij St. Antonius Slek-Echt                  | Sint-Antonius                     | Slek                 | Echt-Susteren          | Schuttersbond Eendracht Born-Echt e.o.                             |
| Schutterij St. Gregorius de Grote Brunssum         | Sint-Gregorius de Grote           | Brunssum             | Brunssum               | Schuttersbond St. Gerardus                                         |
| Schutterij St. Sebastianus Laar-Weert              | Sint-Sebastianus                  | Laar                 | Weert                  | Schuttersbond Eendracht Maakt Macht                                |
| Schutterij St. Sebastianus gilde Beegden           | Sint-Sebastianus                  | Beegden              | Maasgouw               | Midden Limburgse Schuttersbond Roermond e.o.                       |
| Schutterij St. Sebastianus Schinnen                | Sint-Sebastianus                  | Schinnen             | Beekdaelen             | Schuttersbond St. Gerardus                                         |
| Schutterij St. Severinus Grathem                   | Sint-Severinus                    | Grathem              | Leudal                 | Schuttersbond Eendracht Maakt Macht                                |
| Schutterij St. Eligius & Juliana Schinveld         | Sint-Eligius en Juliana           | Schinveld            | Beekdaelen             | Schuttersbond St. Gerardus (rustend sinds 2021)                    |
| Schutterij St. Joseph Stein                        | Sint-Joseph                       | Stein                | Stein                  | Schuttersbond St. Gerardus                                         |
| Sjtadssjötterie St. Rosa Sittard                   | Sint-Rosa                         | Sittard              | Sittard-Geleen         | Schuttersbond St. Gerardus                                         |
| Schutterij Het Heilig Kruis Grevenbicht            | Heilig Kruis                      | Grevenbicht          | Sittard-Geleen         | Schuttersbond Eendracht Born-Echt e.o.                             |
| Bussen Schutten Neer                               | Sint-Martinus                     | Neer                 | Leudal                 | Schuttersbond Juliana                                              |
| Schutterij St. Paulus Roggel                       | Sint-Paulus                       | Roggel               | Leudal                 | Schuttersbond Eendracht Maakt Macht                                |
| Schutterij St. Joseph Sweikhuizen                  | Sint-Joseph                       | Sweikhuizen          | Beekdaelen             | Schuttersbond St. Gerardus                                         |
| Schutterij 't Zandakker Gilde St. Jan Venray       | Sint-Jan                          | Venray               | Venray                 | Schuttersbond Juliana                                              |
| Schutterij St. Petrus Roggel                       | Sint-Petrus                       | Roggel               | Leudal                 | Midden Limburgse Schuttersbond Roermond e.o.                       |
| Schutterij St. Paulus Vaals                        | Sint-Paulus                       | Vaals                | Vaals                  | Rooms Katholieke Zuid-Limburgse Schuttersbond                      |
| Schutterij St. Catharina 1480 Weert                | Sint-Catharina                    | Weert                | Weert                  | Schuttersbond Berg en Dal                                          |
| Schutterij St. Barbara Meerssen                    | Sint-Barbara                      | Meerssen             | Meerssen               | Rooms Katholieke Zuid-Limburgse Schuttersbond (rustend sinds 2022) |
| Schutterij de Jonge & Oude Nobele Valkenburg       |                                   | Valkenburg           | Valkenburg aan de Geul | Rooms Katholieke Zuid-Limburgse Schuttersbond                      |
| Schutterij St. Sebastianus Oost-Maarland           | Sint-Sebastianus                  | Oost-Maarland        | Eijsden-Margraten      | Schuttersbond Berg en Dal                                          |
| Schutterij St. Hubertus-Gilde Gulpen               | Sint-Hubertus                     | Gulpen               | Gulpen-Wittem          | Schuttersbond Berg en Dal (rustend sinds 2022)                     |

## Schutterijen zonder schuttersbond
|                            |                    |                   |                                                          |
| Patroonheilige             | Plaats             | Gemeente          | Bijzonderheid                                            |
|                            | Maastricht-Centrum | Maastricht        | Voorheen Rooms Katholieke Zuid-Limburgse Schuttersbond   |
|                            | Maastricht-Centrum | Maastricht        | Voorheen Schuttersbond Berg en Dal                       |
| Sint-Sebastianus           | Gronsveld          | Eijsden-Margraten |                                                          |
| Sint-Sebastianus           | Kerkrade           | Kerkrade          | Bekend van het verdwenen koningszilver                   |
| Sint-Sebastianus           | Eygelshoven        | Kerkrade          |                                                          |
| Sint-Hubertus              | Haanrade           | Kerkrade          | Lid van een Duitse schuttersbond                         |
| Sint-Petrus en Sint-Paulus | Arcen              | Venlo             | Jonggezellen schutterij (voorheen) Schuttersbond Juliana |
| Sint-Urbanus               | Baarlo             | Peel en Maas      | (voorheen) Schuttersbond Juliana                         |
| Sint-Sebastianus           | Kessel             | Peel en Maas      | (voorheen) Schuttersbond Juliana                         |
| Sint-Anna                  | Maasbree           | Peel en Maas      | (voorheen) Schuttersbond Juliana                         |
|                            | Maasniel           | Roermond          | Amateurschutterij                                        |
| Sint-Sebastianus           | Susteren           | Echt-Susteren     |                                                          |
| Sint-Hendrik               | Bocholtzerheide    | Simpelveld        | Kruisboogschutterij                                      |
| Sint-Christina             | Schilberg          | Echt-Susteren     | Amateurschutterij met kanon Christientje                 |
| Sint-Barbara               | Eckelrade          | Eijsden-Margraten | Amateurschutterij                                        |

## Opgeheven schutterijen
| Naam schutterij                                             | Patroonheilige                                      | Plaats              | Gemeente               | Bond |
| ----------------------------------------------------------- | --------------------------------------------------- | ------------------- | ---------------------- | --- |
| Oranje Nassau Roermond -of- Oranje Schutters Gebroek-Melick |                                                     | Roermond            | Roermond               | Midden Limburgse Schuttersbond Roermond e.o. (Rustend) |
| Oranje Boukoul                                              |                                                     | Boukoul             | Roermond               | Midden Limburgse Schuttersbond Roermond e.o. (Rustend) |
| St. Christoffel Roermond                                    | Sint-Christoffel                                    | Roermond            | Roermond               | Midden Limburgse Schuttersbond Roermond e.o. |
| St. Antonius Panheel                                        | Sint-Antonius                                       | Heel                | Maasgouw               | Midden Limburgse Schuttersbond Roermond e.o. |
| Prinses Marijke Roermond                                    |                                                     | Roermond            | Roermond               | Midden Limburgse Schuttersbond Roermond e.o. (Rustend) |
| Schutterij Heer-Scharn                                      |                                                     | Maastricht: Heer    | Maastricht             | Opgericht 1995, opgeheven (?) |
| Schutterij De Heeg Maastricht                               |                                                     | Maastricht: De Heeg | Maastricht             | Schuttersbond Berg en Dal |
| St. Monulphus En Gondulphus Berg & Terblijt                 | Monulfus van Maastricht en Gondulfus van Maastricht | Berg en Terblijt    | Valkenburg aan de Geul | Rooms Katholieke Zuid Limburgse Schuttersbond |
| St. Wiro 't Reutje                                          | Wiro (heilige)                                      | Sint Odiliënberg    | Roerdalen              | Sinds 1928 Fanfare |
| St. Servaas Nunhem                                          | Sint-Servaas                                        | Nunhem              | Leudal                 | Midden Limburgse Schuttersbond Roermond e.o. |
| St. Anna Haelen                                             | Sint-Anna                                           | Haelen              | Leudal                 | |
| Wilskracht Maalbroek                                        |                                                     | Maalbroek           | Roermond               | Midden Limburgse Schuttersbond Roermond e.o. |
| St. Anna Santfort                                           | Sint-Anna                                           | Ittervoort          | Leudal                 | |
| St. Pancratius Munstergeleen                                | Sint-Pancratius                                     | Munstergeleen       | Sittard-Geleen         | |
| St. Martinus Beek                                           | Sint-Martinus                                       | Beek                | Beek                   | |
| St. Martinus Beegden                                        | Sint-Martinus                                       | Beegden             | Leudal                 | Midden Limburgse Schuttersbond Roermond e.o. |
| St. Medardus Wessem                                         | Medardus van Noyon                                  | Wessem              | Leudal                 | De oude schutten. Het schutterszilver is in museaal bezit. Een replica van de gedenkplaat met H. Medardus is opgenomen in het gerestaureerde zilver van de jonge schutterij St Joris. |
| St. Andreas Maasbracht                                      | Sint Andreas                                        | Maasbracht          | Maasgouw               | Opgeheven 2012 Schuttersbond Eendracht Born-Echt e.o. |
| St. Catharina Montfort                                      | Sint-Catharina                                      | Montfort            | Roerdalen              | |
| St. Hubertus Tegelen                                        | Sint-Hubertus                                       | Tegelen             | Venlo                  | opgeheven 2010 Schuttersbond Juliana |
| St. Rochus Steijl                                           | Sint-Rochus                                         | Steijl              | Venlo                  | In het Limburgs Museum te Venlo is een vaandel welke toegekend wordt aan de schutterij van Steijl.                                                                                    |
| St. Fabianus Steijl                                         | Paus Fabianus                                       | Steijl              | Venlo                  | Schuttersbond Juliana |
| St. Antonius Baarlo                                         | Sint-Antonius                                       | Baarlo              | Peel en Maas           | gefuseerd 1954 Schuttersbond Juliana |
| Volharding Blerick                                          |                                                     | Blerick             | Venlo                  | Schuttersbond Juliana |
| De Eendracht Hout-Blerick                                   |                                                     | Blerick             | Venlo                  | Schuttersbond Juliana |
| Volharding Maasbree                                         |                                                     | Maasbree            | Peel en Maas           | Schuttersbond Juliana |
| St. Jozef Kessel-Eik                                        | Sint-Jozef                                          | Kessel-Eik          | Peel en Maas           | Schuttersbond Juliana |
| Sacramentschutters Neer                                     | Heilig Sacrament                                    | Neer                | Leudal                 | Schuttersbond Juliana |
| Oranje Schutters Neer                                       |                                                     | Neer                | Leudal                 | Schuttersbond Juliana |
| U.V.B. Uit Vrienden Bestaan Panningen                       |                                                     | Panningen           | Peel en Maas           | gefuseerd in 1982 met St. Leonardus Panningen Schuttersbond Juliana |
| De Grenadiers Berkelaar                                     |                                                     | Berkelaar           | Echt-Susteren          | Opgeheven 1939 Schuttersbond D.E.G. |
| St. Landricus Echt                                          | Landricus van Zinnik                                | Echt                | Echt-Susteren          | Opgeheven 2005 Schuttersbond Eendracht Born-Echt e.o. |
| St. Petrus en St. Paulus Echt                               | Sint-Petrus en Sint-Paulus                          | Echt                | Echt-Susteren          | Opgeheven in 2008 Schuttersbond Eendracht Born-Echt e.o. |
| St. Hubertus Pey                                            | Sint-Hubertus                                       | Pey                 | Echt-Susteren          | Opgeheven in 1965 Schuttersbond Eendracht Born-Echt e.o. |
| St. Jozef 1886 Koningsbosch                                 | Sint-Jozef                                          | Koningsbosch        | Echt-Susteren          | Opgeheven 2007 Schuttersbond Eendracht Born-Echt e.o. |
| St. Antonius Diergaarde                                     | Sint-Antonius                                       | Maria-Hoop          | Echt-Susteren          | Opgeheven 1960 Schuttersbond Eendracht Born-Echt e.o. |
| St. Joseph Schilberg                                        | Sint-Jozef                                          | Echt                | Echt-Susteren          | Opgeheven in 1963 Schuttersbond Eendracht Born-Echt e.o. |
| St. Johannes Putbroek                                       | Sint-Jan                                            | Putbroek            | Echt-Susteren          | Opgeheven 1963 Schuttersbond Eendracht Born-Echt e.o. |
| St. Honorius Diergaarde                                     | Paus Honorius III                                   | Maria-Hoop          | Echt-Susteren          | Opgeheven 1950 Schuttersbond Eendracht Born-Echt e.o. |
| St. Hiëronymus Biest                                        | Hieronymus van Weert                                | Weert (stad)        | Weert (gemeente)       | Opgeheven 2015 Schuttersbond Eendracht Maakt Macht |
| St. Mathias Weert Maaspoort                                 | Mattias                                             | Weert (stad)        | Weert (gemeente)       | Schuttersbond Eendracht Maakt Macht |
| St. Antonius Budel                                          | Sint-Antonius                                       | Budel               | Cranendonck            | Gefuseerd Schuttersbond Eendracht Maakt Macht |
| St. Cornelius - Irene Posterholt                            | Paus Cornelius en Irene der Nederlanden             | Posterholt          | Roerdalen              | Gefuseerd 2000 Midden Limburgse Schuttersbond Roermond e.o. |
| Koningin Wilhelmina Nieuwenhagen                            | Koningin Wilhelmina                                 | Nieuwenhagen        | Landgraaf              | (Voorheen) Rooms Katholieke Zuid-Limburgse Schuttersbond, opgeheven in 2015 |
| St. Nicolaas Susteren                                       | Sint-Nicolaas                                       | Susteren            | Echt-Susteren          | voorheen Schuttersbond Eendracht Born-Echt e.o. |
| St. Hubertus Nattenhoven                                    | Sint-Hubertus                                       | Nattenhoven         | Stein                  | Opgeheven 2019, Schuttersbond Eendracht Born-Echt e.o. |
| St. Sebastiaan Slenaken                                     | Sint-Sebastianus                                    | Slenaken            | Gulpen-Wittem          | Opgericht 1713, opgeheven na 1889 |
| St. Sebastiaan Hoensbroek                                   | Sint-Sebastianus                                    | Hoensbroek          | Heerlen                | Opgeheven 1939 |
| St. Gertrudis Jabeek                                        | Sint-Gertrudis                                      | Jabeek              | Beekdaelen             | Opgericht 1929 |
| Eendracht St. Sebastiaan Maastricht                         | Sint-Sebastianus                                    | Maastricht-Centrum  | Maastricht             | Opgericht 1893 |